# Družinski prejemki in pravice iz zavarovanja za starševsko varstvo
Družinski prejemki so finančna in materialna pomoč staršem. Pravico do družinskih prejemkov ureja Zakon o starševskem varstvu in družinskih prejemkih. Pomoč v obliki konkretnih dobrin se dodeli v primeru, da center za socialno delo odloči, da prejet denar ne bo namenjen v predvidene namene. Vlogo zanje se vloži na centru za socialno delo. 
Med družinske prejemke spadajo starševski dodatek (mesečni prejemek do prvega leta starosti otroka), pomoč ob rojstvu otroka (enkratna denarna pomoč), otroški dodatek (mesečni prejemek za otroke do 18. Leta starosti), dodatek za veliko družino (enkratni lenti prejemek za družine s tremi ali več otroki), dodatek za nego otroka (mesečni prejemek, dokler trajajo razlogi, načeloma do 18. oziroma 26. leta) in delno plačilo za izgubljeni dohodek (mesečni prejemek, dokler trajajo razlogi oziroma do 18. leta). 
Pravice iz zavarovanja za starševsko varstvo ureja Zakon o starševskem varstvu in družinskih prejemkih. Do teh prejemkov so upravičene osebe, ki so vključene v zavarovanje za starševsko varstvo in imajo tako plačane prispevke za starševsko varstvo. Vlogo za uveljavljanje teh pravic se vloži na Centru za socialno delo. Pravice vključujejo starševski dopust (porodniški dopust, očetovski dopust, dopust za nego in varstvo otroka, posvojiteljski dopust), starševsko nadomestilo (porodniško nadomestilo, nadomestilo za nego in varstvo otroka, dobroimetje in posvojiteljsko nadomestilo), pravica staršev do krajšega delovnega časa zaradi starševstva in pravica staršev do plačila prispevkov za socialno varnost v primeru štirih ali več otrok (zaradi zapustitve trga dela).